# Nessun posto è casa mia (singolo)
Nessun posto è casa mia è un singolo della cantante italiana Chiara, pubblicato il 9 febbraio 2017 come primo estratto dall'album omonimo.

## Descrizione
Presentato in gara al 67º Festival di Sanremo (al termine del quale si è classificato 14º), il brano è stato scritto da Niccolò e Carlo Verrienti e prodotto da Mauro Pagani, che ha prodotto interamente il suo terzo album.
Intervistata dalla rivista Snap Italy, Chiara ha definito il brano come l'espressione del sentimento della malinconia, un brano personale che non mollerà mai nel corso della sua vita.

## Video musicale
Il videoclip, diretto da Tiziano Russo, è stato reso disponibile in concomitanza con il lancio del singolo attraverso il canale YouTube della cantante.

## Tracce
Testi e musiche di Niccolò Verrienti e Carlo Verrienti.
1. Nessun posto è casa mia – 3:45

## Classifiche
| Classifica (2017) | Posizione massima |
| ----------------- | ----------------- |
| Italia            | 34                |